# Papyrocranus
Genre
Papyrocranus est un genre de poisson de la famille des Notopteridae.

## Liste des espèces
Selon FishBase (31 mai 2015):
- Papyrocranus afer (Günther, 1868)
- Papyrocranus congoensis (Nichols & La Monte, 1932)